# Neptune's Daughter
Neptune's Daughter (en español, La hija de Neptuno) es una película dirigida por Edward Buzzell y producida por Jack Cummings en 1949, sobre un guion de Dorothy Kingsley, y protagonizada por Esther Williams, Red Skelton, Ricardo Montalbán y Betty Garrett.
La película es especialmente recordada por la canción Baby, It's Cold Outside de Frank Loesser, canción que ganó el premio Óscar a la mejor canción original, y que en el filme estaba interpretada a modo de llamada y respuesta por Esther Williams y Ricardo Montalbán.